# 단순한 삶

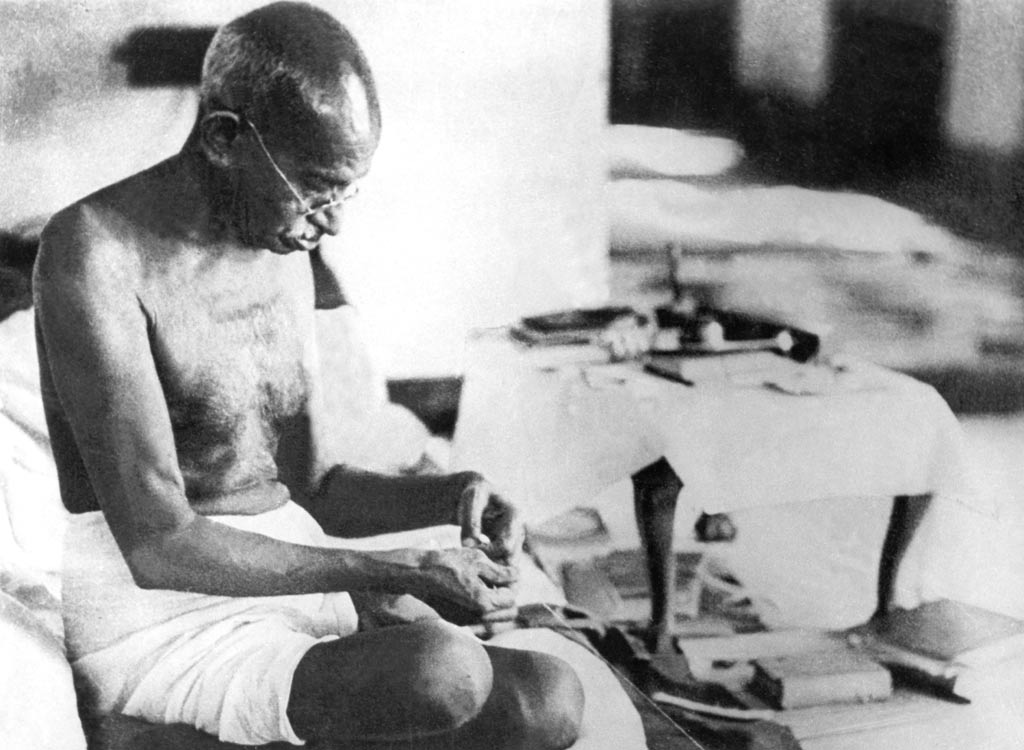

단순한 삶(simple living)은 생활 양식을 단순화하는 여러 자발적인 실천과 운동을 가리키며, 소유를 줄이거나 자급도를 높이는 것 등이 있다. 단순한 삶이란 원하는 것을 가짐으로써가 아니라 필요한 것을 가짐으로써 만족하는 것이라고 할 수 있다. 금욕주의가 일반적으로 단순하게 사는 것을 추구하고 사치와 낭비를 경계하지만, 그렇다고 해서 단순한 삶을 추구하는 사람이 꼭 금욕주의자인 것은 아니다. 또한 단순한 삶은 어쩔 수 없는 가난이 아닌, 선택에 의한 자발적인 생활 양식이다.
사람들은 종교적 이유나 건강 상의 이유로, 가족 및 친구들과 더 좋은 시간을 보내기 위해서, 일과 여가의 균형을 위해서, 개인적인 취향을 따라서, 검소하게 살기 위해서, 환경적인 이유로 단순한 삶을 선택한다. 물질주의나 과시적인 소비에 대한 반작용으로서 나타나는 경우도 있으며, 때로 자연환경보호, 탈성장, 사회정의, 인종 다양성, 조세 저항, 지속 가능한 발전 등과 같은 반소비주의나 반전 운동의 사회·정치적 목적의 연장선상에서 나타나는 경우도 있다.

## 역사

### 종교적 배경
많은 종교적 전통이 단순한 삶을 지지한다. 철기 인도의 사문 전통이나 석가모니, 성서의 나지르인(특히 세례 요한과 같은)을 예로 들 수 있다. 아시시의 프란치스코, 애먼 헤나시, 레프 톨스토이, 라빈드라나트 타고르, 알베르트 슈바이처, 마하트마 간디 등 많은 사람들은 종교적 영감이 그들을 단순한 삶으로 이끌었다고 말한다.

## 실천

### 소비와 근로 시간과 소유를 줄이기
어떤 사람들은 소비를 줄임으로써 단순한 삶을 실천한다. 재화와 서비스에 대한 지출을 줄임으로써, 돈을 버는 데에 들이는 시간을 줄일 수 있다. 그렇게 확보된 시간은 취미 생활이나 봉사 활동 등에 쓰일 수 있다. 어떤 사람들은 남는 시간을 예술이나 공작과 같이 삶의 질을 향상시키는 데에 사용한다. 수엘로나 마크 보일과 같은 사람들은 돈으로부터 분리된 삶을 실천함으로써 아예 돈이 없이 사는 삶을 살아 내기도 했다. 또한 지출을 줄임으로써 저축을 늘려 재정적 독립이나 조기 은퇴가 가능하게 될 수도 있다.
영국의 풀뿌리 운동인 National Downshifting Week은 참가자들에게 적게 가지고 사는 삶을 기쁘게 받아들일 것을 장려한다. 이 캠페인의 창시자이자, 영국에서 다운시프트와 지속 가능한 삶에 대해 글을 쓰고 취재하는 트레이시 스미스는 "더 많은 돈을 쓸수록 돈을 버는 데에 더 많은 시간을 써야 하고, 그만큼 사랑하는 사람과 보낼 수 있는 시간은 줄어듭니다"라고 말한다. National Downshifting Week은 참가자들이 '느리게 살고 푸르게 살기'(Slow Down and Green Up)를 실천하도록 장려한다. 또한 개인이 친환경적인 정책과 습관을 받아들이고, 기업이 사회적·환경적 책임을 이행하며, 학교에서는 친환경적인 수업 환경이 조성되고 수업이 이루어지도록 하는 여러 방안을 제시한다.
소유를 줄이거나 집의 크기를 줄이는 것 또한 단순한 삶의 형태가 될 수 있다. 100 Thing Challenge는 딱 100개의 물건만 소유하고 단순하게 살자는 풀뿌리 운동이다. 작은 집 운동은 통나무 집이나 오두막 같이 대출 없이 마련할 수 있고 환경에의 영향도 적은 집에 사는 사람들의 운동이다.

### 자급도를 높이기
단순하게 사는 하나의 방법은 귀농을 통해 식량을 자급함으로써 돈과 경제에 대한 의존성을 낮추는 것이다. 톰 호지킨슨은 자유롭고 단순한 삶으로 가는 열쇠는 소비를 멈추고 생산을 시작하는 것이라고 믿는다.

## 같이 보기
- 농본주의
- 아나르코원시주의
- 반소비주의
- 금욕주의
- 불교 경제학
- 기독교 아나키즘
- 기독교 평화주의
- 심층생태주의
- 이교 (종교)
- 역성장
- 다운시프트족
- 실천불교
- 에피쿠로스 학파
- 바늘귀
- 국민총행복지수
- 곤도 마리에
- 작은 집 운동
- 부족

1. ↑  Linda Breen Pierce (2000). 《Choosing Simplicity》. Gallagher Press. 304쪽. ISBN 978-0967206714. Rather than being consumed by materialism, we choose to surround ourselves with only those material possessions we truly need or genuinely cherish
2. ↑  Vernon Howard. 《Quotes about Happiness》. You have succeeded in life when all you really want is only what you really need
3. ↑  “Minimalism: 7 Reasons that Keep People from Getting Started”. 2011년 6월 29일.